# Horst Schlämmer – Isch kandidiere!
Horst Schlämmer – Isch kandidiere! ist eine deutsche Filmkomödie. Der Film kam am 20. August 2009 in die deutschen Kinos und hatte dort 1.346.412 Besucher.

## Handlung
Horst Schlämmer, stellvertretender Chefredakteur des „Grevenbroicher Tagblatts“, stümperhaft und unsympathisch, hat seinen Chef versehentlich vergiftet. Deshalb interviewt er an dessen Stelle unterschiedliche Politiker zu einem laufenden Wahlkampf. Als er erkennt, dass die alle „auch nur mit Wasser kochen“, beschließt er, selbst in die Politik zu gehen und gleich Bundeskanzler zu werden. Da keine Partei ihn haben will, gründet er seine eigene Horst-Schlämmer-Partei (HSP) – nach eigener Aussage „liberal, konservativ und links“. Unter dem von Barack Obama entlehnten Motto „Yes Weekend“ wirbt er mühsam um Unterstützung.
Die Schauspielerin Alexandra Kamp, in Schlämmers Machthunger verliebt, gewinnt zahlreiche prominente Unterstützer. Um seine Partei auch für die Jugend interessant zu machen, überzeugt Schlämmer den Rapper Bushido, für die HSP einen Werbesong zu schreiben. Mit Hilfe von Interviews und Gesprächen mit Politikern wie Jürgen Rüttgers, Lale Akgün, Otto Fricke, Claudia Roth, Gesine Lötzsch und Cem Özdemir sammelt er Anregungen für seinen Wahlkampf. Im TV-Kanzlerduell gegen Angela Merkel schlägt er als neues Wappen den Bundeshasen (Hasenpower für Deutschland) vor, außerdem solle seine Heimatstadt Bundeshauptstadt werden.
Als im Fernsehen am Wahltag gemeldet wird, dass seine Partei 37 Prozent erreicht habe, fällt Schlämmer in Ohnmacht und erlebt im Traum seine Vereidigung als Bundeskanzler. Doch die Meldung war ein Irrtum, die HSP hat nur 0,37 Prozent erreicht. Schlämmers Traum einer politischen Karriere ist also geplatzt – und der Charme der Macht hört bei Alexandra Kamp auf zu wirken.

## Produktion
Regie führte Angelo Colagrossi, der mit Hape Kerkeling zusammen das Drehbuch geschrieben hatte. Die Dreharbeiten dauerten bis zu ihrem Ende im Juni 2009 rund drei Monate.

## Trivia

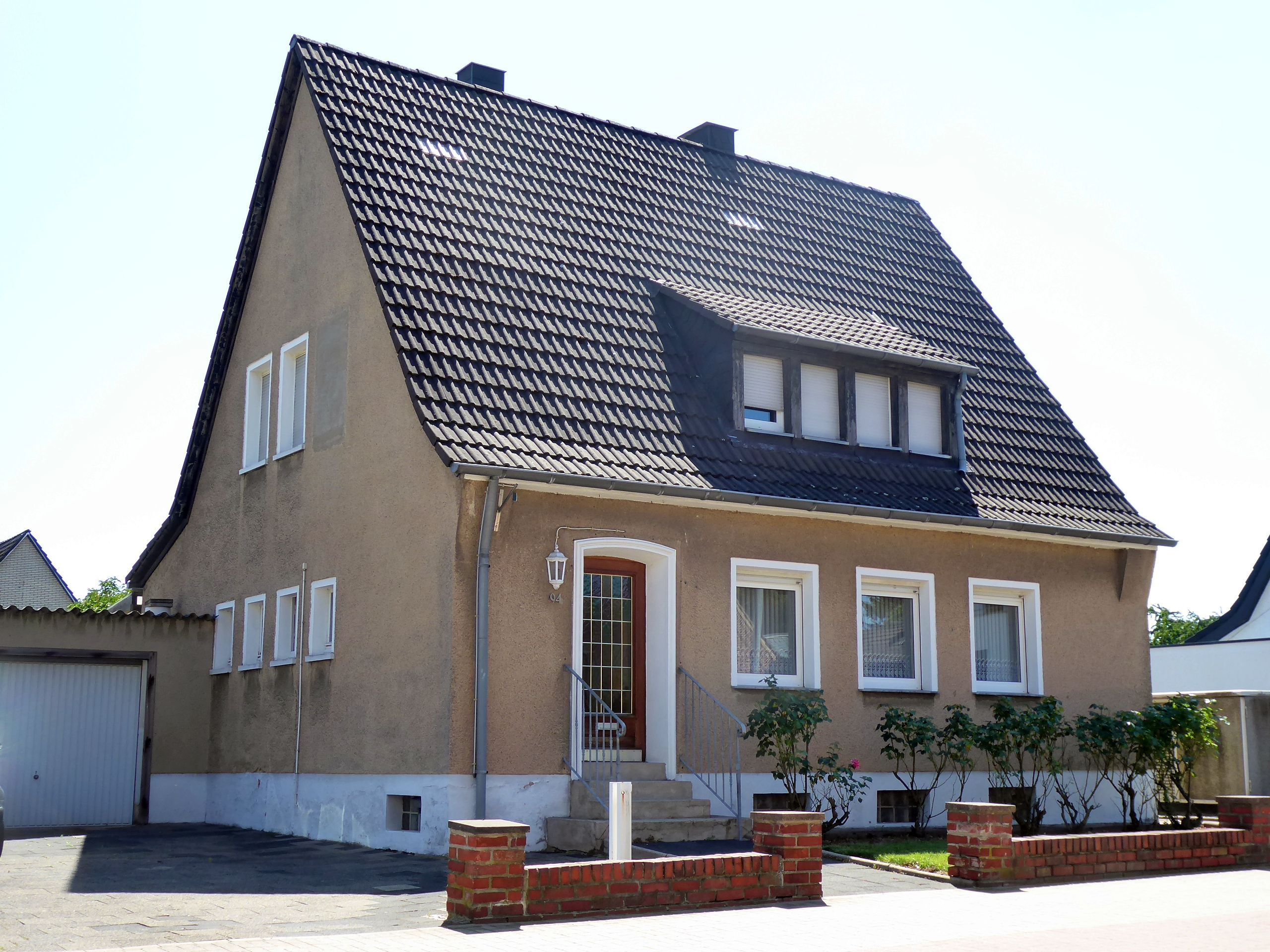
Der Drehort für das Wohnhaus von Horst Schlämmer in Grevenbroich

Der Film spielt hauptsächlich in Grevenbroich, der Heimatstadt von Horst Schlämmer, aber auch in Nachbarorten, die im Film als Grevenbroich ausgegeben werden. So sieht man zu Beginn, wie Schlämmer sein Haus (es steht in der Richard-Wagner-Straße in Grevenbroich) verlässt und mit seinem Auto zur Redaktion des Grevenbroicher Tagblatts fährt. Die Innenstadt von Kaarst ist zu sehen, als Schlämmer und Ulle versuchen, Unterschriften für die HSP zu sammeln. Einige Szenen, bei denen sich Ulle allein auf die Jagd nach Unterschriften macht, entstanden in der
Innenstadt von Viersen. Das Interview mit Otto Fricke (FDP) im Bunten Garten, vor der Kaiser-Friedrich-Halle in Mönchengladbach.
Am Vorabend des Filmstarts wurde im ZDF bei Markus Lanz mit einem „Horst Schlämmer Special“ für den Film geworben.
Die rechtsgerichtete Partei Die Republikaner spielte in einem Wahlwerbespot auf Horst Schlämmer und dessen „Wahlkampf“ an. Das Landgericht Köln verbot per einstweiliger Verfügung die Ausstrahlung auf Betreiben von Kerkelings Anwalt.
Verschiedene Prominente unterstützten den Film durch ihr Mitwirken, darunter Kay One, Bushido, Michael Schumacher, Cherno Jobatey, Gunter Gabriel, Jürgen Drews und Jürgen Domian.

## Rezeption
Die Kritik beurteilte den Film überwiegend negativ.
Filmstarts.de bezeichnet Isch kandidiere! in seiner Onlinekritik als „eine komödiantische Fehlzündung“, die den „ausdauernd geschürten Erwartungen in keiner Weise gerecht wird.“ Das Lexikon des internationalen Films bezeichnet den Film als „unausgegorene Mischung aus Klamotte und Satire um Hape Kerkelings populäre Kunstfigur, die als Held eines abendfüllenden Spielfilms nicht zu überzeugen vermag. Zwar zünden manche Gags und Einzelnummern, doch insgesamt verleiden die Ideenarmut des Drehbuchs sowie die arg bemühte Regie den Spaß an der reizvoll-frechen Ausgangsidee.“
Cinema urteilte: „die Idee, die satte Bequemlichkeit der Deutschen sowie die visionsfreie Hohlbratzigkeit ihrer Politiker durch den Kakao zu ziehen, [bleibt] das Beste am Film. Seine Umsetzung mit flauen Bildern und ohne erkennbaren Spannungsbogen lässt beim Zuschauer spätestens nach einer halben Stunde die Sehnsucht nach dem Abspann aufkommen. Eine Aneinanderreihung von mal mehr, mal weniger gelungenen Sketchen macht noch keinen Kinofilm. So entsteht nach dem Filmbesuch statt amüsierter Erinnerung nur das Gefühl, seine Zeit vergeudet zu haben.“
Die Welt meinte: „Hape Kerkelings Humor leidet an Schnappatmung: In seinem Film ‚Horst Schlämmer – Isch kandidiere‘ erwartet den Zuschauer statt böser und bissiger Satire nur liebe Unterhaltung. Denn leider ist Schlämmers Wahlkampf ebenso lauwarm wie der von jenen, die er karikiert… Statt böser, bissiger Satire will er doch nur lieb sein und unterhalten. Und so wird ‚Isch kandidiere‘ nach dem Rüttgers-Besuch, mit dem einsetzenden Wahlkampf in eigener Sache, nur noch zu einer mal mehr, mal minder amüsanten Komödie.“
Die Rheinische Post fand den Film „schamlos schlecht“ und kritisierte die filmische Umsetzung: „So richtig ist in dieser annähernd 90-minütigen Farce nie auszumachen, ob sie nun hochprofessionell auf dilettantisch getrimmt wurde oder am Ende einfach nur dilettantisch ist.“ „Regisseur Angelo Colagrossi (Hape Kerkelings ehemaliger Lebensgefährte) vermittelt nicht den Eindruck, als hätte er ein wirkliches Drehkonzept, außer vielleicht den guten Glauben, der Schlämmer würde es schon tragen“, befand auch Tom Westerholt von 1LIVE.